# Bandera de Panamá Oeste
La bandera de Panamá Oeste es la bandera provincial que representa a Panamá Oeste, en Panamá.

## Historia
Tras la creación de la provincia de Panamá Oeste el 30 de diciembre de 2013, la región no poseía símbolos que lo identificaran; por lo que se convocó un concurso en el que participaron artistas de la provincia. La propuesta ganadora fue presentada por el gobernador de la provincia, Temístocles Herrera, el 30 de diciembre de 2015, en conmemoración del segundo aniversario.

## Diseño
La bandera está compuesta en su lado izquierdo por un triángulo verde que representa el verdor de sus fértiles montañas y la esperanza de sus ciudadanos por mejores días. Las franjas amarillas en la parte superior e inferior representan los rayos del sol y la franja blanca la paz y unidad que debe mantenerse. Las cinco estrellas son los distritos que la conforman: Arraiján, La Chorrera, Capira, Chame y San Carlos.